# Fiddla

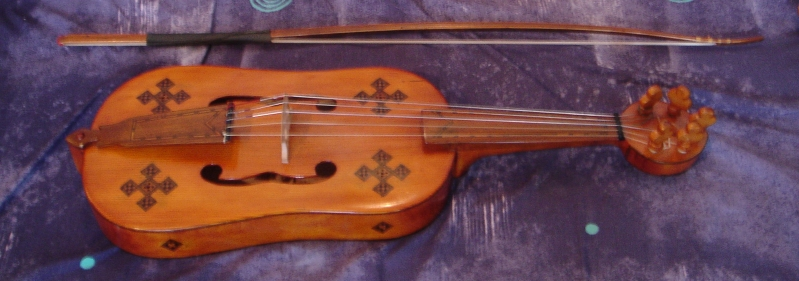
Rekonstruktion av en fiddla avbildad i en målning av Hans Memling

Fiddla (alternativt fidla eller fela) är ett medeltida stråkinstrument av fioltyp. Namnet har stannat kvar i engelskans fiddle som alternativt namn på fiolen, oftast använt i folkmusiksammanhang.
Vanligen menas en typ med platt kropp, på mitten svagt inbuktande sarger och en platta till strängfäste. En fiddla har tre till fem strängar varav en ofta används som bordun.
Förmodligen kom fiddlan till Europa från orienten på 700-talet. På 1500-talet ersattes den av tidiga fioler.
Under medeltiden hade fiddlan hög social status. Mindre bemedlade fick nöja sig med rebec, som gröpts ut ur ett enda trästycke, eller vevlira.